# Histoire du Pontiac
 (février 2025).
Si vous disposez d'ouvrages ou d'articles de référence ou si vous connaissez des sites web de qualité traitant du thème abordé ici, merci de compléter l'article en donnant les références utiles à sa vérifiabilité et en les liant à la section « Notes et références ».
Pour un article plus général, voir Pontiac (municipalité régionale de comté).
Pontiac est un territoire de la région administrative de l'Outaouais, Québec, Canada. 

## Quelques repères historiques

### Le territoire amérindien

#### Période avant 1600
Il y a 13 000 ans, la mer de Champlain créée à la suite du retrait des glaciers, commence à se retirer vers l'est, formant ainsi les vallées de l'Outaouais et du Saint-Laurent. À son plus haut niveau, elle occupait les terres situées sous 200 m d'altitude (par rapport au niveau actuel des mers). Elle s'étendait jusqu'au nord-ouest de l'Isle-aux-Allumettes avec de longues baies vers le nord allant jusqu'aux lacs à la Truite (Balsam), Cahill, Moiseau et Galarneau, là où aujourd'hui, on retrouve des platières de sable (dépôts fluvio-glaciaires) près des principales rivières (rivière Noire et rivière Coulonge).
Quelques milliers d'années plus tard, vers 6000 av. J.-C. les nomades autochtones circulent dans la vallée de l'Outaouais et du fleuve Saint-Laurent, chassant, cueillant et pêchant pour assurer leur subsistance. Ils façonnent la pierre pour fabriquer des gouges pour le travail du bois dur, des couteaux semi-circulaires, des poids de filet de pêche et des poids pour propulseur. Ils ont également des couteaux et des pointes de flèche en ardoise. Le cuivre leur sert à fabriquer des pointes de jet, des hameçons, alênes, harpons, couteaux, haches, aiguilles dont certaines à chas, bracelets, perles et pendentifs. On a retrouvé vers 1960 un grand nombre de ces objets sur les îles aux Allumettes et Morrison (île de Tessouat). 
- Pour en savoir plus : les ancêtres des Algonquins

Les communautés se transforment progressivement, se dispersent ou s'unissent à d'autres groupes du sud. Vers l'an 1000, l'occupation du territoire est plus restreinte. Après quelques siècles, le climat s'est modifié sensiblement et le nord de l'Amérique subit un petit âge glaciaire. Les populations s'installent plus au sud mais parcourent le territoire du nord pour chasser. Quelques centaines d'années plus tard, les groupes semblent se reconstituer et commencent à s'installer de nouveau plus au nord, jusqu'à former les nations algonquines et iroquoises rencontrées par les premiers Européens qui ont visité la vallée du Saint-Laurent et celle de l'Outaouais.
Lors de son passage en Amérique en 1534, Jacques Cartier aurait rencontré des Iroquois (Haudenosaunee), occupant toute la vallée du Saint-Laurent. La deuxième vague d'Européens à y séjourner au début des années 1600 ne rencontre que des Innus (Montagnais), des Wendats (Hurons) et des Anishinaabes. Il semble qu'au cours du XVIe siècle, ces derniers, beaucoup plus nombreux, aient chassé les Iroquois vers le sud des Grands Lacs.
Les Algonquins, ceux de l'île aux Allumettes et ceux de la Petite-Nation, peuple nomade, sont également présents dans la vallée et dans le territoire un peu plus au nord. Ils chassent et trappent.
Les nations alliées Iroquois (Agniers, Onneiouts, Onontagués, Goyogouins, Tsonnontouans) habitent au sud de la vallée. Ils possèdent une structure sociale et politique élaborée basée sur le matriarcat. Ils cultivent le maïs, la citrouille et le tabac. Ce sont des guerriers fort bien entraînés à la défense de leurs intérêts. Les Outaouais ou Cheveux-Relevés, habitent la région au nord du lac Huron, près du lac Nipissing. La rivière a hérité de leur nom du fait qu'elle est la route qui mène aux Grands Lacs.

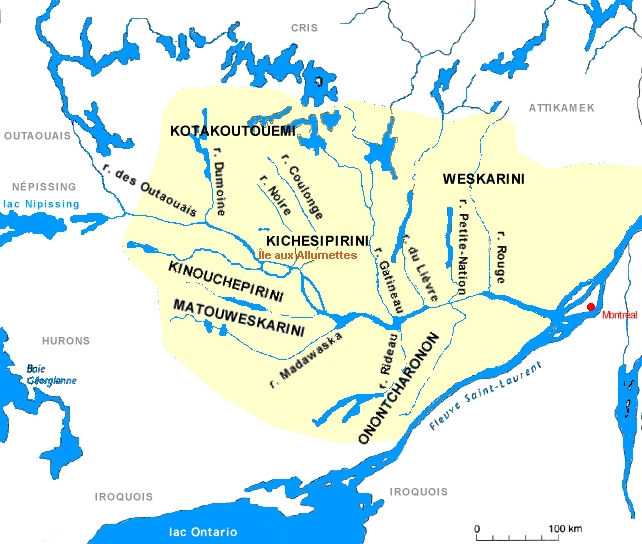
Nations algonquines de la vallée de l'Outaouais

### Le régime français
Avec l'arrivée des explorateurs français, le territoire est sous l'autorité du roi. Celui-ci octroie à des compagnies privées des privilèges et des obligations dont la perception des droits et impôts des usagers. À partir de Samuel de Champlain, ces compagnies se succèdent : la Compagnie de Rouen et de Saint-Malo (1614), la Compagnie de Montmorency (1621), la Compagnie des Cents-Associés (1627), la Compagnie des Habitants (1645), la Compagnie française des Indes occidentales (1664), la Ferme d'occident et le Domaine du roy (1674), La ferme générale (1726). Toutes ces compagnies ont le monopole de la traite sur tout le territoire de la Nouvelle-France.   En 1678, un édit royal interdit de chasser ou de traiter des fourrures sans permission à plus d'une lieue d'une terre défrichée.  

#### Années 1600 à 1650
Le territoire situé entre les Grands Lacs et le fleuve Saint-Laurent est réparti entre de nombreuses nations amérindiennes, soit du groupe Wendat-Iroquois ou encore du groupe Anishinaabe-Innu. Plusieurs nations algonquines occupent le bassin de la rivière des Outaouais (Kitchesippi ou Grande Rivière). Au nord, on retrouve les Kotakoutouemi, à l'est, les Weskarini, au sud, les Kinouchepirini et les Matouweskarini.
Au centre, les Algonquins de l'île aux Allumettes ou la nation Kichesipirini (Gens de la Grande Rivière) tiennent en permanence un poste à l'île où ils prélèvent un droit de passage aux voyageurs qui y passent. Les Algonquins occupent l'île aux Allumettes et l'île Morrison (aussi appelée l'île du Borgne ou l'île de Tessouat, du nom du chef des Kichesipirinis). Ces îles sont reconnues pour leur position stratégique sur la route du commerce.
Au nord de la nation Kichesipirini, entre la rivière Dumoine et la rivière Coulonge, le territoire était occupé par les Kotakoutouemis. Ceux-ci ont eu peu de contact avec les Français. Samuel de Champlain les mentionne lors de son voyage de 1615 et qui correspond à la rivière Dumoine:

« rentrasmes dedans une riuiere qui descend dedans ledit lac, &allasmes amont icelle quelque trente-cinq lieuës, & passames grande quantité de saults, tant par terre, que par eau, & en un pays mal aggreable, [...] peu habité, si ce n'est de quelques Sauvages Algommequins, appelez Otaguottouemin, qui se tiennent dans les terres, & vivent de leurs chasses, & pescheries qu'ils font aux riuieres, estangs, & lacs, dont le païs est assez muny»
Le père Le Jeune en 1640 selon les conversations qu'il eut avec Jean Nicolet rapporte :

« 'Montant tousiours plus haut on trouuue les Kichesipirini, les Sauuages de l'Isle, qui ont à costé dans les terres au Nord les Kotakoutouemis»
En 1650, le père Paul Ragueneau ajoute :

« Vne escoüade de 25. ou 30. hommes estoinent allez en marchandises vers la nation des 8ta8kot8emi8ek, ce sont peuples qui ne descendent quasi iamais vers les François, leur langue est meslée de l'Algonquine et de la Montagnese.'»
Vers la fin du XVIe siècle, un groupe Anishinaabe Kotakoutouemi occupe le territoire entre les rivières Dumoine et Noire dont environ 50 individus habitant près du lac Saint-Patrice, au nord-ouest de Fort-Coulonge. Le lac Dumoine est réputé être un lieu d'habitation utilisé jusqu'au XXe siècle. Au lieu-dit Indian Point (de son vrai nom Mos Sakik), au confluent du lac Dumoine et de la rivière de l'orignal, une communauté Anishinaabe vécut jusqu'en 1918. Une terrible épidémie de grippe décima presque totalement le village et seules huit personnes, dont trois enfants, survécurent et partirent rejoindre une autre communauté à Kipawa.

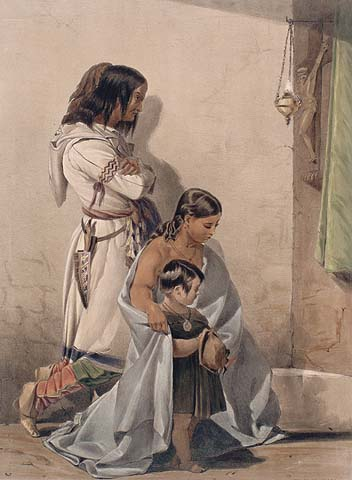
Famille Wendat

13 juin 1611
Étienne Brûlé est de retour à Québec en compagnie d'un groupe de Wendats. Il a passé un an avec ceux-ci afin d'apprendre leur langue. Il sera ainsi interprète ou truchement, tel qu'on les appelait alors. Dans la vingtaine, Étienne Brûlé, selon Samuel de Champlain, 

«qui vint habillé à la sauvage, qui se loua du traitement des Sauvages, selon leur pays et me fit entendre tout ce qu'il avait vu au cours de son hivernement et ce qu'il avait appris des Sauvages".»
Étienne Brûlé serait "le premier Européen à avoir remonté l'Outaouais. Il a passé plusieurs années avec les Wendats.
Été 1611 au printemps 1612
Nicolas Vignau, à la demande de Champlain, voyage par la rivière des Algoummequins (Algonquins). Après avoir séjourné quelque temps au lieu-dit Portage-du-Fort, il aurait passé l'été et l'automne 1611 ainsi que l'hiver et le printemps 1612 à l'île aux Allumettes, chez les Kichesipirinis pour y apprendre la langue.
6 juin 1613
Samuel de Champlain séjourne à Portage-du-Fort. De là, il se rend jusqu'à l'île aux Allumettes en passant par le lac du Rat-musqué (lac Musrat, Ontario) pour rencontrer les Algoummequins. Il était parti le 27 mai de l'île Sainte-Hélène, près de ce qui sera un jour Ville-Marie (Montréal) en compagnie d'un guide indien et de quatre compagnons français, dont Nicolas Vignau.
1615
Le récollet Joseph Le Caron passe par la rivière pour se rendre au pays des Wendats (Huronie). La même année, Champlain remonte la rivière des Outaouais, passe par le lac Coulonge, l'île aux Allumettes, puis Mattawa et se rend en Huronie.
1618-1620
Jean Nicolet, de la Compagnie des Marchands de Rouen et de Saint-Malo, habite avec les Algonquins de l'île aux Allumettes, pour y apprendre la langue et pour mieux connaître le territoire.
1632
Champlain fait graver en France en 1632 une carte de son trajet réalisé en 1616 sur laquelle il indique à l'aide de chiffres, certains sites visités, des saults (rapides) importants ou des campements indiens.
- La position 77 et 91 correspond respectivement à l'actuel emplacement de la ville d'Ottawa et à la rivière Rideau.
- La position 78 correspond au lac du Rat-musqué (lac Muskrat) et à la rivière du même nom qui se jette dans la rivière des Outaouais, à peu de distance au nord de l'Isle-aux-Allumettes.
- La position 80 de cette carte indique le lieu des grands rapides situés au sud de l'Île-du-Grand-Calumet.
- La position 81 indique l'emplacement de l'Isle-aux-Allumettes, habité par les Algonquins.
- La position 82 correspond approximativement à l'emplacement de Fort-Coulonge et y indique un campement algonquin.
- Un peu au nord, on note les symboles des montagnes et des arbres indiquant sans doute la présence de forêts de grands pins.

Hiver 1635-1636
François Marguerie de la Haye passe l'hiver avec les Algonquins de l'île aux Allumettes. Il est surnommé par ceux-ci homme double car "il est l'homme blanc le mieux adapté à leurs coutumes et à leurs idiomes".
1645
La compagnie des Habitants encourage les coureurs des bois à se rendre chez le Indiens pour en ramener les fourrures. La route des pays d'En-Haut (Grands Lacs) passe par la rivière des Outaouais.
1650
Le Jésuite Paul Ragueneau, guidé par Nicolas Perrot remonte l'Outaouais et se rend en Huronie. Les Iroquois s'acharnent à disperser ou à anéantir les Wendats, les Neutres et les Algonquins.
Le père Ragueneau revient vers Québec, traverse le pays des Algonquins et fait le constat suivant:

"Lorsque je montais cette grande rivière, il n'y a que treize ans, je l'ai vue bordée de quantité de peuples de langue algonkine, qui ne connaissaient pas un Dieu, et lesquels au milieu de leur infidélité s'estimaient les dieux de la terre, voyant que rien ne leur manquait, dans l'abondance de leurs pêches, de leurs chasses, et du commerce qu'ils avaient avec leurs nations alliées, et avec cela, ils étaient la terreur de leurs ennemis. Depuis [la croix du Christ les a] mis en proie aux misères, aux tourments et à des morts cruelles, en un mot, c'est un peuple effacé de dessus la terre."
(Relations des Jésuites, vol. XXXV, 1649-1650 p. 204)
Après cette date et jusqu'à la fin du siècle, le sud et le nord de l'Outaouais devient le terrain de chasse des nations alliées iroquoises.

#### Années 1650 à 1700
1654
À partir du milieu du XVIIe siècle, la route de l'Outaouais, nommée du nom des Indiens Outaouais ou Outouaks habitant les Pays d'en Haut, devient la route de l'Ouest et de la traite des fourrures.
1657
Sur la carte relatant son voyage de 1645 en Huronie, le père Francesco-Giuseppe Bressani indique la position de plusieurs sites dont:

- le Rocher Fendu (12)
- les rapides et chutes à l'ouest de l'Île-du-Grand-Calumet (13)
- l'embouchure de la rivière Coulonge (14)
- des rapides situés autour de ce qui sera l'île de Rapides-des-Joachims.

Depuis 1658
La guerre reprend entre les Iroquois d'une part et les Français, les Algonquins et les Wendats d'autre part. La route de l'Outaouais n'est alors pas très sûre, ce qui compromet particulièrement le commerce des fourrures provenant des Grands Lacs.
En 1670
Les sulpiciens René Bréhant de Galinée et François Dollier de Casson reviennent de l'expédition dans les Pays d'en-Haut en passant par la rivière des Outaouais. Bréhant de Galinée fait le relevé des latitudes à l'aide d'instruments de mesure tels que le bâton de Jacob et le sextant. Il produira la même année, la première carte de la Grande Rivière et de la Rivière Creuse. 
En 1674
Jean-Baptiste Colbert dissout la Compagnie française des Indes occidentales et fonde entre autres, le Domaine du roy, situé sur les  parties nord et est du Québec.  Le reste du territoire de la Nouvelle-France est sous la gouverne de la Ferme d'Occident. Celle-ci contrôle le commerce des fourrures dans les Pays-d'en-Haut.
Vers 1675
Louis d'Ailleboust, Sieur de la Madeleine et de Coulonge de Coulonge aurait établi à Portage-du-Fort, un magasin pour les fourrures qu'il se procure dans la région.
Printemps 1686
Les établissements anglais de la baie d'Hudson constituent une menace pour la Nouvelle-France. Les Français font la traite des fourrures avec les Indiens de ce territoire. Le gouverneur et lieutenant général en Canada, Acadie, Terre-Neuve et autres pays de la France septentrionale, le marquis Jacques-René de Brisay de Denonville autorise qu'un groupe parte pour chasser la Compagnie de la Baie d'Hudson du nord et de l'ouest de la Nouvelle-France. Pierre de Troyes dit Chevalier de Troyes commande la mission. Son groupe se compose d'une centaine de personnes. Le départ a lieu de Montréal, en mars 1686.
En remontant la rivière des Outaouais, il arrive en avril au lieu qu'il nommera Les chats à cause " des roches dont la rivière est remplie, et qui égratignant, par manière de parler, les canots des voyageurs, leur ont donné lieu de lui imposer ce sobriquet". Pour d'autres, il s'agit plutôt de l'abondance des ratons laveurs (chats sauvages) dans la région puisque les premières chutes se seraient appelées le "Sault-des-chats-sauvages".
Le 1er mai, le groupe est de passage en face du site actuel du village de Fort-Coulonge et y installe son campement. Pierre de Troyes tient un journal de route rigoureux sur sa mission. Il ne signale aucun établissement à cet endroit. Poursuivant son voyage, il installe un campement sur le lac des Allumettes, dans l'actuel baie Lamure, près de Petawawa, Ontario.  À cette époque, la vallée de l'Outaouais n'est qu'un lieu de passage des coureurs des bois vers les Grands Lacs et vers la Baie d'Hudson.
Hiver 1694-1695
Louis d'Ailleboust, Sieur de la Madeleine et de Coulonge, coureur des bois et commerçant de fourrures, occupe en compagnie d'une trentaine d'hommes, un fort situé à l'embouchure de la rivière que l'on nomma Coulonge. Ils y passent l'hiver 1694-95, à chasser et à trapper. Certains dirent qu'ils étaient bloqués par les Iroquois. À cette époque, ces derniers sont passablement affaiblis, surtout à cause des expéditions punitives organisées contre eux par les Canadiens et les autres Amérindiens. Au printemps, ils repartent en direction de Ville-Marie pour vendre ce qu'ils ont récolté.

#### Années 1700 à 1760
La menace iroquoise nuit considérablement à la livraison des fourrures aux établissements situés sur les bords du fleuve Saint-Laurent. Cette menace disparaîtra rapidement avec la Grande Paix de Montréal de 1701.
La région située le long de la rivière des Outaouais n'est pas colonisée durant le régime français afin de maintenir la traite des fourrures avec les Amérindiens qui y habitent. Les Français maintiennent une garnison militaire dans plusieurs forts le long de l'Outaouais dont le fort Coulonge. Les fourrures y sont livrées, puis on les achemine sous escorte vers les grands centres de la colonie. Après 1763, les Britanniques ont le même souci de décourager l'installation de colons.
Mai 1709
Jean Cadieux, né à Boucherville le 12 mars 1671, fils cadet de Jean Cadieux et de Marie Valade, meurt de blessures et d'épuisement en voulant sauver ses compagnons de voyage des attaques des Iroquois.  Des canotiers venus d'Oka ont trouvé son corps, en haut des Sept Chutes du Grand Calumet, tenant dans ses mains un texte écrit sur un écorce de bouleau, relatant sa mort, à l'origine de la légende Complainte de Cadieux.
Voici un extrait du texte de la Complainte de Cadieux:

"Petit rocher de la haute montagne, je viens ici finir cette campagne!
Ah! doux échos, entendez mes soupirs en languissant, je vais bientôt mourir."
Cadieux, s'engage depuis 1695, pour conduire des canots dans la région des Grands Lacs pour en ramener des fourrures. Il épouse le 30 mai 1695 à Boucherville, Marie Bourdon, née le 11 août 1675 au même endroit. On dit de cette dernière qu'elle est algonquine. Ses parents, possiblement adoptifs, sont Jacques Bourdon (1650-1724) et Marie Ménard (1658-1726), tous deux nés en France. Après la mort de Jean Cadieux, elle épouse Antoine Quenneville le 26 mai 1710 à Longueuil.

### Le régime britannique
Dès que Montréal est conquis, commerce oblige, les Britanniques s'empressent d'aller occuper les forts situés à l'ouest puisqu'une grande partie des fourrures en proviennent. Ils maintiennent alors le même système établi par les Français. La Compagnie de la Baie d'Hudson (1670) et la Compagnie du Nord-Ouest (1780) occupe le territoire.

#### Années 1760 à 1800
1763
Pontiac (Obwondiag, Pondiag ou Pondiac), le Grand Chef des Odawas (Outaouais) de la région du lac Nipissing et Chef Suprême de la Confédération des Algonquins des Grands Lacs, déclenche une guerre contre les Britanniques. Il tente de convaincre toutes les tribus amérindiennes de faire front avec lui. Thomas Gage, Gouverneur de Montréal interdit le commerce avec les pays d'En-Haut.  Pontiac laisse son nom à l'immense territoire situé au nord des îles aux Allumettes et du Grand-Calumet.
Vers 1777
L'industrie de la coupe de bois s'organise peu à peu. On procède à l'endiguement du chenal situé du côté nord de l'Île du Grand Calumet, les (Sept-Chutes) afin de permettre le passage des billes de pins équarris.
1784
Sous l'occupation britannique, le commerce continue de s'accroître. La compagnie du Nord-Ouest reconstruit le fort Coulonge en 1784. On croit que le fort original était situé à l'embouchure de la rivière, du côté ouest, à l'endroit actuellement occupé par une usine de sciage (Davidson) ou encore en face, du côté est de la rivière, près de l'actuelle plage Bryson.
Le nouveau fort est construit un peu en amont, près d'une pointe et d'une plage de sable, à environ un kilomètre à l'ouest de l'embouchure. Un pont près du site probable porte toujours le nom de Pont du Fort. Ayant absorbé la compagnie du Nord-Ouest, la compagnie de la Baie d'Hudson y maintient un poste de traite important jusqu'en 1855.
1786
Joseph Mondion, originaire de la seigneurie de Vaudreuil, s'installe aux rapides aux Chats, à l'extrémité ouest du lac Deschênes.  Il est le premier occupant d'une terre dans la région.
1793
Le gouvernement se propose d'ériger le canton de Clarendon.  On octroie des lots aux 15 premiers demandeurs en 1826, tous anglophones.
1795
Les majors Gale et Duberger réalisent une carte désignant l'emplacement et le nom de 17 nouveaux cantons (townships) pour ce qui sera nommé Comté de York, puis plus tard, comté de Pontiac.
1800
Joseph Mondion vend le poste et la ferme qu'il a installée aux Chats à une société montréalaise formée de Thomas et John Forsyth et de John Richardson.

#### Années 1800 à 1850
Au début de ce siècle, la région de l'Outaouais est toujours peu habitée par la population d'origine européenne. Le gouvernement ne favorise pas le peuplement, laissant plus de liberté au commerce des fourrures. Plusieurs familles françaises y habitent tout de même et y commercent avec les autochtones.
9 mars 1805
Inauguration du canton d'Onslow, situé à l'ouest de la mission d'Aylmer. 
Le blocus continental de 1806 instauré par Napoléon Bonaparte, oblige le Royaume-Uni, qui s'alimente habituellement sur la Baltique, à importer du bois en provenance du Canada, stimulant le Commerce du bois d’œuvre sur la rivière des Outaouais.
vers 1810
Deux chefs algonquins se présentent chez Philemon Wright à  Hull pour lui demander de quel droit il

"coupe leur bois et prend possession de leur territoire",
expliquant qu'ils "ont possession paisible et tranquille de ces terres depuis des générations".
1819
Début de l'émigration irlandaise dans la vallée de l'Outaouais, particulièrement autour de  Hull.
1820
Premier établissement permanent sur l'Île du Grand-Calumet. 
1823
John McLean établit un poste de traite sur l'Île-aux-Allumettes.  Un peu plus tard dans l'année, il en établit un autre pour la Compagnie du Nord-Ouest, le poste du lac des Allumettes, sur le site actuel de Fort-William, au nord-ouest de l'île. Le comptoir de traite est situé en bordure du lac des Allumettes, juste à côté de celui d'Aenas MacDonell, un ancien employé de la Compagnie. On y ouvre un bureau de poste en 1848.
1820 à 1850
La plupart des terres sont concédées à des protestants Irlandais ou Britanniques. Les Canadiens-Français et les Métis, la plupart coureurs des bois, voyageurs, bûcherons et employés de compagnies, n'ont la possibilité de s'installer que sur l'Île du Grand Calumet. Le site du fort Coulonge et le territoire adjacent accueillent également plusieurs familles mais à cet endroit, aucune terre n'est encore concédée.
1821
Étienne Bessette occupe un poste de traite (poste Besset) à l'emplacement du village de Bryson. Le site porte plus tard le nom de Havelock puis il est renommé Bryson en 1872.
1831
Établissement des Irlandais principalement dans les cantons d'Eardley, Onslow, Bristol, Litchfield, Mansfield et Sheen.
17 janvier 1833
Inauguration du canton de Clarendon. Le canton est "réservé" à des immigrés protestants et anglophones. 
1834
 Malgré le fait que le canton de Clarendon soit "réservé" (selon le Père Gravelle), Benjamin L'Écuyer s'y installe en 1834, la veuve Lydia Lebeau et ses 6 enfants en 1841, Henri Lemeunier (Lemonnier) en 1846, Olivier St-Louis, Antoine Benjamin, Francis Bergin, Édouard Carrier, Maxime-William Deschamps et Pierre Dubeau vers 1851, Basile Robitaille en 1854 et, Alexandre Bourgau et Joseph Julien en 1864 ainsi que 2 autres familles du nom de Robitaille. 
11 octobre 1834
Inauguration des cantons de Litchfield
23 décembre 1834
 Inauguration du canton de Bristol. 
1835
Un écossais, Georges Bryson explore une concession forestière dans la région.
1843
Construction d'une chapelle de bois au Grand-Calumet.
5 novembre 1846
Création de la municipalité du canton du Grand-Calumet.  La même année, l'ouverture de l'église catholique Sainte-Anne du Grand-Calumet et celle de l'église Saint-Alphonse de l'Île aux Allumettes (Catholique), située à Chapeau.
1848
Ouverture de l'église catholique Sainte-Marie de Quyon.

#### Années 1850 à 1900
1851
Ouverture de la paroisse catholique Saint-Alexandre de Clarendon, située à Portage-du-Fort.
1854
Le bateau à vapeur Pontiac est mis en service entre Pembroke, Fort-William, Point Alexander et Rapides-Des-Joachims.
Mars 1869
Le terrain et les bâtiments du poste de traite de Fort-William sont vendus à John Poupore de Chichester, bûcheron et politicien, membre de l'Assemblée législative de Québec. Le petit-fils de John McLean, Lewes Miller opérera le magasin et l'hôtel durant plusieurs années.
1872
Ouverture de la paroisse catholique de Saint-Paul de Sheenboro.
1875
Ouverture de la paroisse catholique Sainte-Élisabeth de Vinton.
1876
Débuté en 1873, on termine en cette année les écluses du chenal de la Culbute, situées à 8 km au nord-ouest du village de Chapeau.

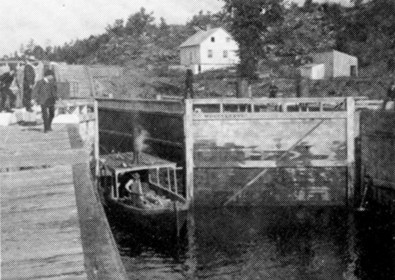
Écluses du chenal de la culbute

Les rapides de la Culbute ne pouvaient pas être franchis sans portage et bloquaient ainsi le passage des bateaux de transport du lac Coulonge au lac des Allumettes. Les écluses sont composées de deux sections de 200 pieds de long (60 m) et 45 pieds (14 m) de large. Elles seront utilisées jusqu'en 1889 puis laissées à l'abandon. Le transport par bateau périclite.  On compte désormais sur le chemin de fer pour accélérer le développement des régions.
1885
Le tronçon du chemin de fer de Luskville à Quyon est inauguré le 24 décembre.
27 janvier 1886
Le chemin de fer se rend jusqu'à Shawville. Le 10 octobre, on inaugure le tronçon Shawville à Bryson. Le chemin de fer se rend jusqu'au village de Fort-Coulonge le 15 décembre. Il y a une gare comprenant au moins un bureau de chef de gare, la messagerie et une salle d'attente dans tous les villages.
1892
L'Île du Grand-Calumet compte 1400 habitants répartis en 200 familles soit 144 francophones, 40 irlandaises et 16 métis.
1893
La communication téléphonique est maintenant possible entre Fort-Coulonge, Campbell's Bay, Grand-Calumet, Bryson et Portage-du-Fort.

#### Années 1900 et plus
1902
Parution du journal La Voix de l'Outaouais de Bryson.
1914
Le feu détruit les villages de Portage-du-Fort et de Bryson. Dans ce dernier, plus de 94 maisons sont détruites.
1968
Inauguration du nouveau pont, le Pont Mgr Martel, entre Bryson et l'île du Grand-Calumet.